# Венюков Павло Миколайович
Павло Миколайович Венюков (рос. Павел Николаевич Венюков; 2 червня 1856, Санкт-Петербург — 6 січня 1916) — російський геолог, палеонтолог.

## Біографія
1879 року закінчив Петербурзький університет. Від 1889 року — професор Київського університету.
Основні праці присвячено стратиграфії девонських відкладів Європейської частини Росії. Вивчав силурійські відклади Поділля. Зокрема, 1899 року виділив Малиновецький горизонт.